# Rolls-Royce Limited
Pour les articles homonymes, voir Rolls-Royce.
Rolls-Royce Limited est un constructeur automobile britannique fondé en 1906 et un constructeur de moteurs d'avions à partir de 1914. L'entreprise est nationalisée en 1971, séparée en deux entités en 1973, la division automobile redevient alors privée sous le nom de Rolls-Royce Motors, et la division aéronautique, devenue Rolls-Royce plc, reste propriété de l'État, jusqu’à être elle-même privatisée en 1987.

## Histoire

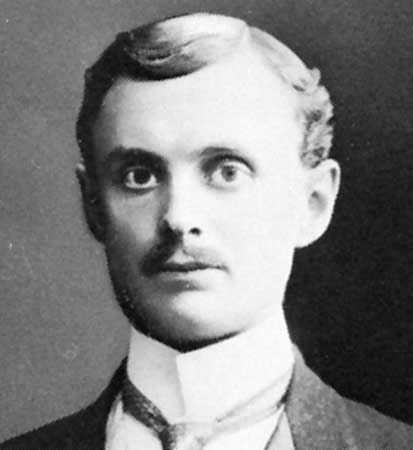
Charles Rolls

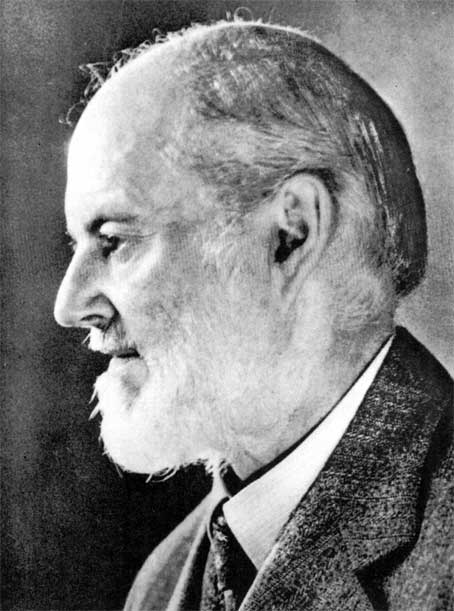
Henry Royce

En 1884, Henry Royce commence une affaire d'électricité et de mécanique. En 1902, ce mécanicien de génie en grande partie autodidacte construit sa première automobile à Manchester. Il est présenté à Charles Rolls, un ingénieur aristocrate fou de moteurs, avec qui il fonde l'entreprise Rolls-Royce, le 23 décembre 1904. La société Rolls-Royce Limited est créée le 15 mars 1906, et adopte un emblème au double "R" qui symbolise la marque depuis. L'entreprise est transférée à Derby en 1908.

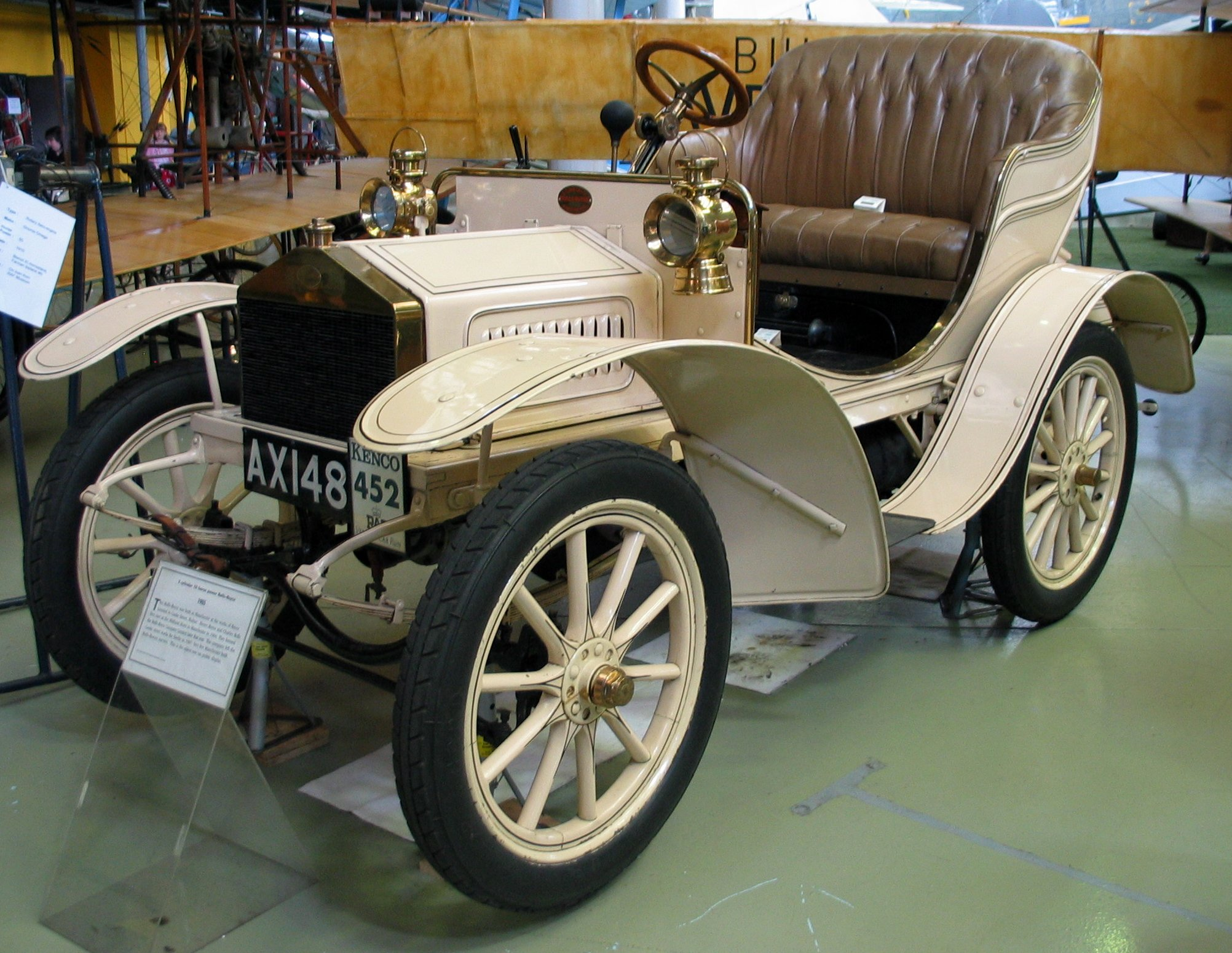
Première voiture 10 HP (2 cylindres et 10 ch) d'Henry Royce en 1904.

Entre 1904 et 1906, dix-neuf voitures à moteur deux-cylindres, de 2 litres sortent des usines, suivies de quelques exemplaires à moteur trois-cylindres de 3 litres et de la 30 HP, construite à trente exemplaires. Habillée d'une superbe carrosserie en aluminium, la treizième voiture de la série, la Silver Ghost (« fantôme d'argent »), s'inscrit dans l'histoire de l'automobile en parcourant 15 000 miles entre le 1er juillet et le 8 août 1907 sans aucune panne mécanique.
Le nouveau modèle 40/50 ch est propulsé par un moteur six-cylindres en ligne de 7 litres, porté à 7,4 litres en 1910 dont 6 220 exemplaires seront produits.
Le 12 juillet 1910, Charles Rolls se tue dans une démonstration aérienne.
Une plus modeste 20 ch, animée par un moteur six-cylindres de 3,1 litres est vendue à 2 890 exemplaires. En 1929, la 20/25 lui succède.
Entre 1921 et 1931, une usine à Springfield, Massachusetts, produira 1 700 Silver Ghost avec des particularités exclusives.
En 1931, Rolls-Royce achète Bentley, un constructeur concurrent plus petit qui connait des difficultés financières dues à la Grande Dépression.
Henri Royce meurt le 22 avril 1933 mais il aura encore conçu le moteur Merlin qui équipe notamment le chasseur Supermarine Spitfire.
Durant la Seconde Guerre mondiale, le gouvernement mandata Rolls-Royce pour créer une usine de l'ombre à Crewe pour y fabriquer des moteurs d'avion. Après la guerre, en 1946, les productions automobiles de Rolls-Royce et Bentley furent transférées à Crewe où ils purent assembler des véhicules complets avec carrosseries pour la première fois. Seuls des châssis étaient assemblés avant guerre, laissant les carrosseries aux carrossiers spécialisés.
Les carrosseries de série (appelées « Standard Saloon ») sont fabriquées en tôles embouties, le reste des opérations demeure artisanal. D'autres modèles restent fabriqués à la main, majoritairement en tôle d'aluminium. C'est avec la Bentley Mark VI que l'usine de Crewe commence sa longue carrière et, le marché américain étant demandeur, une version Rolls-Royce de la Mark VI voit le jour sous le nom de « Silver Dawn ».
Aux célèbres Silver Ghost et aux prestigieuses Phantom ont succédé les Silver Dawn, Silver Cloud et l'illustre Silver Shadow à carrosserie monocoque et suspension hydropneumatique par Citroën (1965). En 1975, nait la Rolls-Royce Camargue, carrossée par Pininfarina. Le fabricant britannique d'équipement militaire Vickers achète la société en 1980. C'est à cette époque que sortent les Silver Spirit (version courte) et Silver Spur (version longue) qui remplacent les modèles Shadow.
La Corniche, apparue en 1971 (et remplaçant les coupés et cabriolets Silver Shadow Mulliner Park Ward) restera au catalogue jusqu'en 1995, un record de longévité pour une voiture de luxe. La version Fixedhead Coupe sera supprimée du catalogue en 1982 pour tenter de sauver la Camargue qui connait un succès mitigé en Angleterre (la majorité des exemplaires sont vendus aux États-Unis).
Spirit of Ecstasy, le fameux bouchon de radiateur de la marque créé en 1911 par l'artiste anglais Charles Sykes, représentant une jeune femme les bras déployés et la robe flottant au vent, est un joyau de l'art nouveau. On remarquera la forme particulière des calandres, s'inspirant de l'architecture des temples grecs,,,. En 2011, pour célébrer le centenaire de la mascotte, plusieurs événements sont organisés dans le monde, dont un grand tour de Londres avec des Rolls-Royce de toutes les époques.
Les principes fondateurs de la marque, édictés par Henry Royce, étaient simples : « Chercher la perfection en tout. Prendre le meilleur de ce qui existe et l'améliorer. Et quand rien n'existe, le concevoir »,.
La Centenary Phantom, un modèle qui ne sera produit qu'à quarante exemplaires, va marquer le centenaire de Rolls-Royce. En un siècle, la firme a fabriqué quelque 130 000 voitures.
En 1998, Vickers vend la branche automobile de Rolls-Royce au constructeur allemand BMW qui la renomme Rolls-Royce Motor Cars.

## Activités dans l'automobile

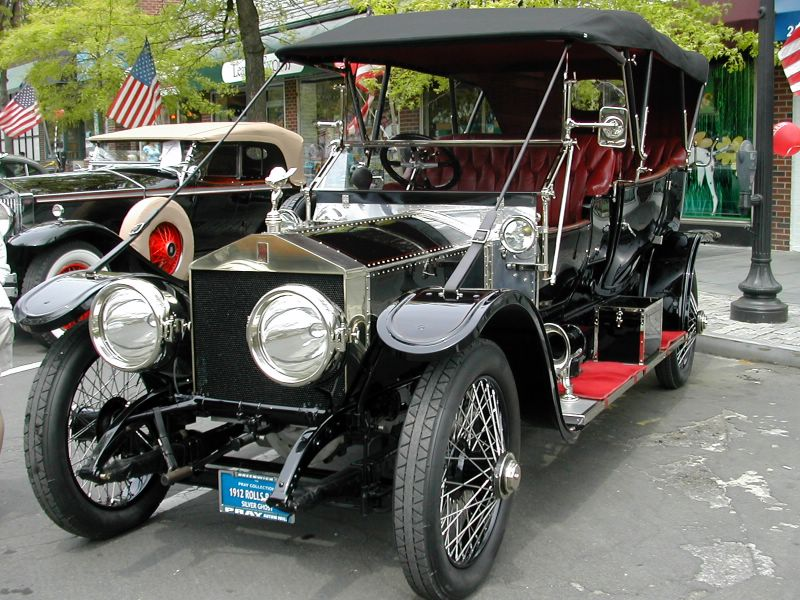
Rolls-Royce Silver Ghost, le chef-d'œuvre d'Henry Royce en 1907.

### Liste de Rolls-Royce
- 1904-1906 Rolls-Royce 10 HP
- 1904-1905 Rolls-Royce 15 HP
- 1905-1906 Rolls-Royce 20 HP
- 1905-1906 Rolls-Royce 30 HP
- 1905-1906 Rolls-Royce Legalimit

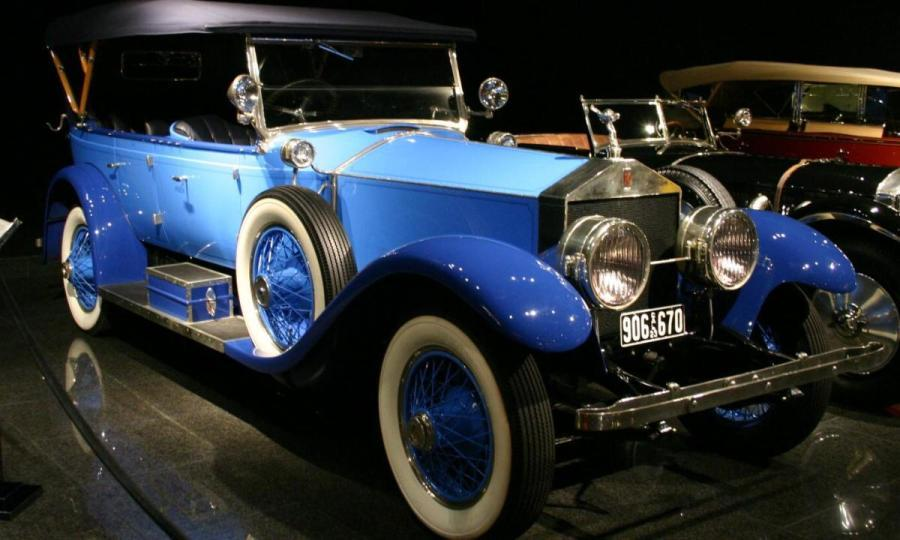
1923 Rolls-Royce Springfield Silver Ghost Oxford Tourer.

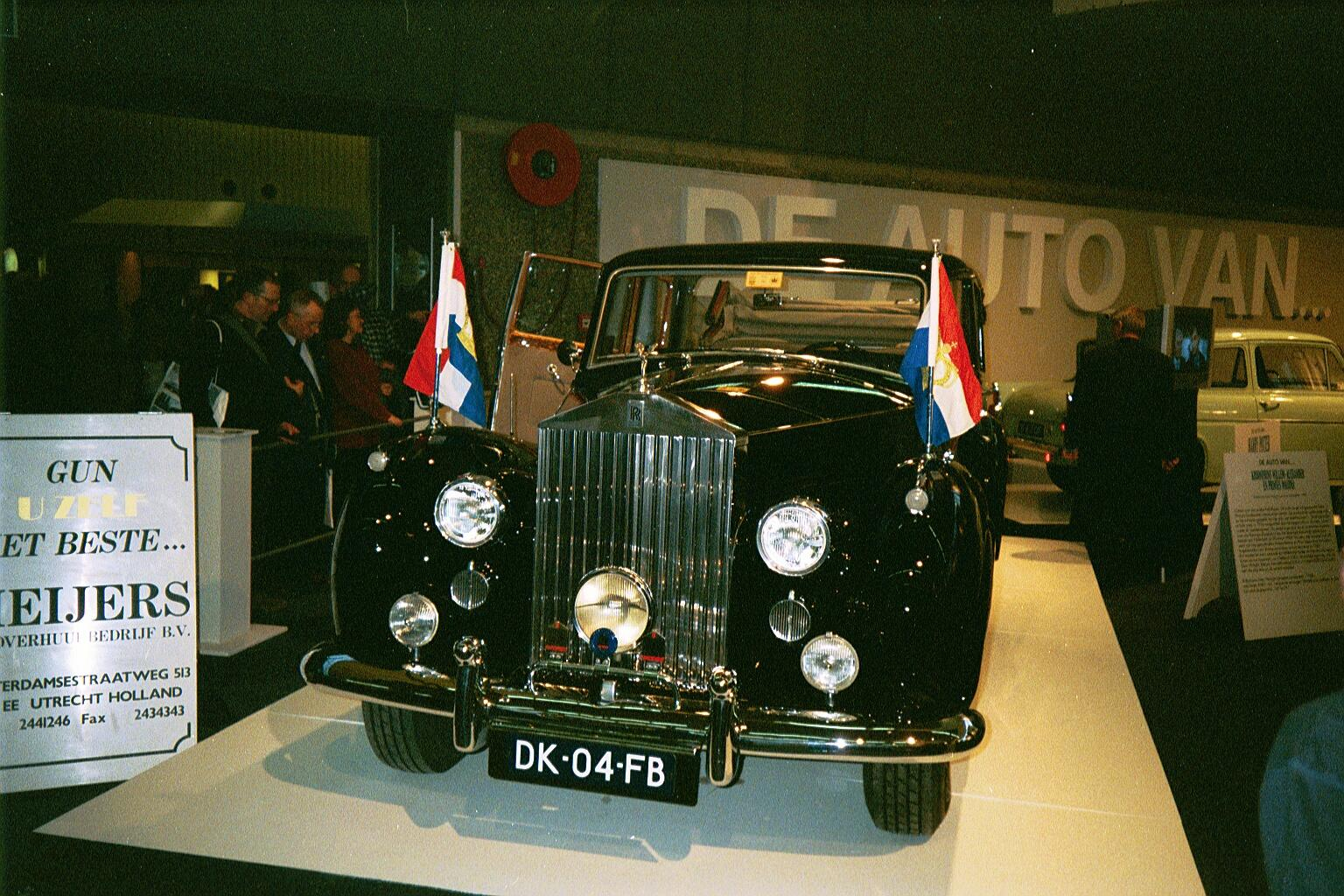
Rolls-Royce de la monarchie néerlandaise.

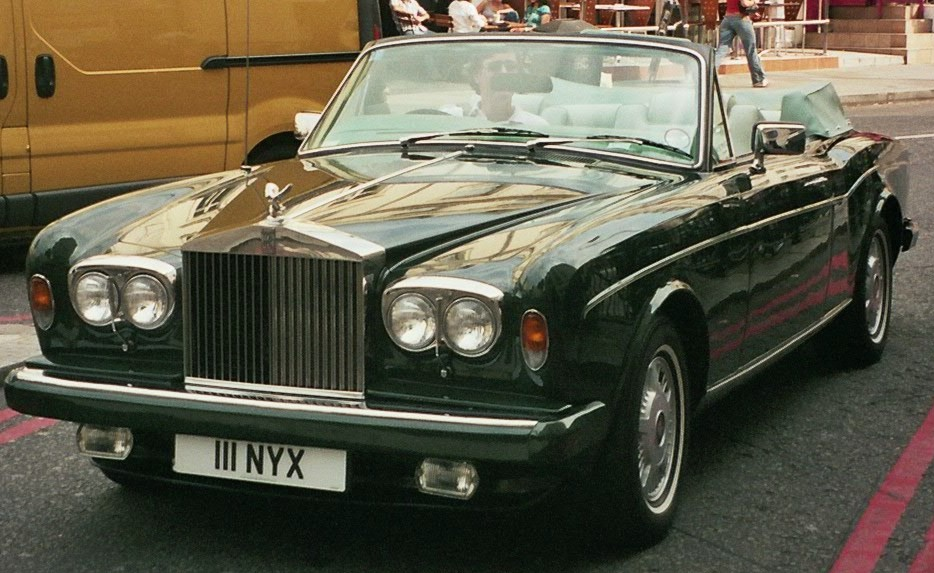
Une Rolls-Royce Corniche.

- 1907-1926 Rolls-Royce 40/50 HP (Silver Ghost)
- 1922-1929 Rolls-Royce 20 HP
- 1925-1931 Rolls-Royce Phantom I
- 1929-1936 Rolls-Royce 20/25
- 1929-1935 Rolls-Royce Phantom II
- 1936-1938 Rolls-Royce 25/30
- 1936-1939 Rolls-Royce Phantom III
- 1938-1939 Rolls-Royce Wraith
- 1946-1959 Rolls-Royce Silver Wraith
- 1949-1955 Rolls-Royce Silver Dawn
- 1950-1956 Rolls-Royce Phantom IV
- 1955-1966 Rolls-Royce Silver Cloud
- 1959-1968 Rolls-Royce Phantom V

Modèles fabriqués par Rolls-Royce Motors :
- 1965-1980 Rolls-Royce Silver Shadow
- 1968-1991 Rolls-Royce Phantom VI
- 1971-1995 Rolls-Royce Corniche
- 1975-1986 Rolls-Royce Camargue
- 1977-1980 Rolls-Royce Silver Wraith II
- 1980-1998 Rolls-Royce Silver Spirit
- 1980-1998 Rolls-Royce Silver Spur
- 1992-1998 Rolls-Royce Touring Limousine
- 1994-1995 Rolls-Royce Flying Spur
- 1995-1998 Rolls-Royce Silver Dawn
- 1995-1998 Rolls-Royce Park Ward
- 1998-2002 Rolls-Royce Silver Seraph
- 1998-2002 Rolls-Royce Park Ward
- 2000-2002 Rolls-Royce Corniche

Modèles fabriqués par Rolls-Royce Motor Cars, depuis l'acquisition de la marque par BMW :
- 2003-2017 Rolls-Royce Phantom VII
- 2006-2017 Rolls-Royce Phantom Drophead Coupé
- 2008-2017 Rolls-Royce Phantom Coupé
- 2010- . . . . Rolls-Royce Ghost
- 2013- . . . . Rolls-Royce Wraith
- 2016- . . . . Rolls-Royce Dawn
- 2017- . . . . Rolls-Royce Phantom VIII
- 2018- . . . . Rolls-Royce Cullinan